# Festival de Mortadelo y Filemón
Festival de Mortadelo y Filemón es una película animada española de 1969 basada en las historietas de Mortadelo y Filemón y protagonizada por estos personajes. La película consiste en realidad en la unión de ocho cortometrajes que se realizaron en los Estudios Vara. Existen otros ocho cortometrajes realizados por la misma época que se reunieron en el Segundo festival de Mortadelo y Filemón. Los cortos no se presentan en el orden de realización y, de hecho, hay cortos de este largometraje posteriores a varios de los que aparecen en el segundo. Cada corto tiene una duración aproximada de 6 minutos.

## Producción
Este artículo explica el motivo por el que se hizo el festival, para saber sobre la realización de los cortometrajes ver Mortadelo y Filemón (cortometrajes)
La animación la realizó Rafael Vara en la empresa Dacor, fundada tras la buena acogida de los dos primeros cortos realizados (el primero de los cuales se incluye en el Segundo festival de Mortadelo y Filemón) Los cortos se realizaron con el objetivo de ser presentados a la televisión, pero ésta exigía un número de episodios que los estudios, con los medios limitados de que disponían, no eran capaces de alcanzar, por lo que se decidió unir los cortos en dos largometrajes.

## Argumento

### El rancho de Oregón
Estrenado en 1967.
Mortadelo hereda un rancho de su tío Anacleto. Filemón le pide ir con él, a lo que Mortadelo accede siempre y cuando éste obedezca sus deseos. Al llegar, el rancho resulta ser una ruina absoluta. Dentro de la cabaña hay un indio llamado Romerito de los Montes que les advierte de la presencia de un coyote malvado. Mortadelo y Filemón intentan atraparlo con todo tipo de trampas desastrosas. Al final, tanto el indio como el coyote resulatan ser Joe "el disfraces", al que consiguen capturar, cobrando la recompensa. Al ir a coger la piel de coyote de recuerdo, se confunden y topan con un coyote auténtico que les persigue hasta chocarse con el cartel de "Fin".

### El caso del apagón
Estrenado en 1968.
El faro del arrecife Rompequillas se ha apagado misteriosamente. Mortadelo y Filemón van a investigar. Al llegar se encuentran con hombre que ata a Mortadelo y le tiende todo tipo de trampas a Filemón. Filemón captura al bandido que confiesa que su plan era evitar que el barco del presidente llegara a puerto. Mortadelo consigue encender el faro con una luciérnaga gigante. A la llegada Mortadelo tira accidentalmente al presidente al mar, por lo que ambos son perseguidos por la marina.

### La invitación
Estrenado en 1968.
Filemón invita a Mortadelo al cortijo de su primo en Sevilla. El primo les pide que capturen un toro. Tras varios intentos infructuosos, Mortadelo y Filemón deciden ponerle unos cuernos postizos a un burro. Ultrajado, el primo de Filemón, acaba persiguiéndolos con un caballo estilo rejoneador.

### Un marciano de rondón
Estrenado en 1968.
La M.A.S.A. sospecha que hay alguien intentando sabotear su llegada a Marte. Al llegar, Mortadelo y Filemón descubren que hay un marciano infiltrado entre los operarios. Intentan capturarlo por varios procedimientos, hasta que Mortadelo accidentalmente hace despegar el cohete hasta Saturno, donde es el marciano quien les captura a ellos.
Nota: Premio Platero de Plata de 1968

### Carioco y su invención
Estrenado en 1968.
Secuestran al loco Carioco tras haber diseñado una fórmula. Mortadelo y Filemón van a rescatarlo a un castillo repleto de trampas. Descubren que la secuestradora es Doña Urraca, quien convence a Carioco para reproducir su descubrimiento a cambio de un pirulí de menta. Carioco realiza su fórmula, bacalao al pil pil explosivo, pero como le ha salido de casualidad no sabe como volver a hacerlo, por lo que Mortadelo, Filemón y Doña Urraca se unen en una persecución en su contra.
Nota: Segundo corto en producirse. Galardonado con el Platero de Plata de 1967.
Nota: Primer Crossover de Mortadelo y Filemón

### Las minas del rey Salmerón
Estrenado en 1968.
Mortadelo consigue un mapa en una taberna y convence a Filemón de ir buscar el tesoro. Al llegar a la selva pisan una trampa montada por los salvajes antropófagos que les hace caer (tras ser rociados de harina y picante) en una olla gigante. Mortadelo apaga el fuego con un disfraz de bombero, encanta una serpiente y se marca un tango con un guerrero de la tribu, lo que le hace ganarse las simpatías del rey Salmerón, que les libera y les indica como localizar la mina. Mortadelo y Filemón encuentran la mina de diamantes, pero el director del cortometraje, considerando que el final no es comercial, les devuelve a la olla.

### Gánster de ocasión
Estrenado en 1968.
Mortadelo se hace pasar por gánster para introducirse en la banda de "Al Matone". Mortadelo y Filemón capturan a toda la banda, pero por desgracia se escapan jurando venganza fiera. Filemón realiza varios preparativos contra "Al Matone" que se acaban volviendo en su contra. Finalmente Mortadelo hace explotar accidentalmente una bomba preparada por su jefe que los manda a los dos al espacio.

### Espías en la legión
Estrenado en 1968.
Mortadelo y Filemón se infiltran en la cabila de Alí-caí-do a quien logran capturar tendiéndole una trampa.

## Orden de publicación
Para el cine y la televisión los cortos contaban con el siguiente orden. 
- 1-Carioco y su invención
- 2-El caso del apagón
- 3-Gánster de ocasión
- 4-Espías en la legión
- 5-La invitación
- 6-Un marciano de rondón
- 7-Las Minas del Rey Salmerón
- 8-El rancho de Oregón

Para ediciones VHS y DVD fueron salteados e incluso llegaron suprimir el crédito final de "Carioco y su invención" y "Un marciano de rondón" que mostraba el reconocimiento en el festival de Gijón.

## Recepción
La película recaudó 13.430,84 euros (2.250.000 pesetas) con 16.245 espectadores. También conseguiría ser estrenada en el extranjero, como en México en donde lo hizo el 18 de marzo de 1982 en varios cines del país.

## Comercialización
Walt Disney Company puso a la venta en DVD el 15 de abril de 2003 en un disco sencillo de una capa.